# Алексе, Мариус
Мариус Алексе (рум. Marius Alexe; 22 февраля 1990 года, Бухарест) — румынский футболист, играющий на позиции нападающего.

## Клубная карьера
Мариус Алексе — воспитанник бухарестского «Динамо». Летом 2008 года он был отдан в аренду команде румынской Лиги II «Астра», которая спустя год вышла в Лигу 1. 2 августа 2009 года Алексе дебютировал в главной румынской лиге, выйдя в основном составе в домашнем поединке против «Пандурия». В конце того же месяца он забил свой первый гол на высшем уровне, отметившись в домашнем матче с бухарестским «Рапидом». С сентября 2009 года Алексе играл за бухарестское «Динамо». В сезоне 2012/13 он с 15 забитыми голами занял третье место в списке лучших бомбардиров лиги.
Летом 2013 года нападающий был отдан в аренду итальянскому «Сассуоло». 25 августа того же года он дебютировал в Серии А, выйдя на замену в середине второго тайма гостевого матча с «Торино». В Италии румын не сумел закрепиться и по окончании сезона вернулся в Румынию.
В июле 2015 года Алексе перешёл в турецкий «Карабюкспор», выступавший тогда в Первой лиге. В середине февраля 2017 до окончания сезона он был отдан в аренду словацкому «Шпорту». В конце августа того же года румын стал футболистом кипрского «Ариса», но уже в середине января 2018 года вернулся в «Карабюкспор».

## Карьера в сборной
29 марта 2011 года Мариус Алексе дебютировал в составе сборной Румынии в домашнем матче отборочного турнира чемпионата Европы 2012 против команды Люксембурга, выйдя на замену в самой концовке.